# بافتوغاي
بافتوغاي (بالروسية: Бавтугай) هي مدينة في جمهورية داغستان في روسيا. يبلغ عدد سكانها حوالي 5,156  نسمة.